# Каракевич, Роман Васильевич
Роман Васильевич Каракевич (укр. Роман Васильович Каракевич; род. 13 ноября 1981, Шкло, Львовская область) — украинский футболист, нападающий.

## Биография
Начал профессиональную карьеру в клубе «Сокол» (Золочев), в Первой лиге дебютировал 26 июля 2002 года в матче против «Нефтяник-Укрнефть» (0:0). В 2003 году перешёл в «Раву», которая играла в ААФУ. Вместе с командой вышел во Вторую лигу, Каракевич стал лучшим бомбардиром лиги, забив 21 гол. Летом 2004 года перешёл в запорожский «Металлург». В Высшей лиге дебютировал 15 июля 2004 года в матче против бориспольского «Борисфена» (1:1). Позже выступал в Первой лиге в клубах: «Заря» (Луганск), «Оболонь», «Волынь». Летом 2007 года перешёл в стан новичка Высшей лиге «Нефтяник-Укрнафта». В феврале 2009 года перешёл в криворожский «Кривбасс».

## Статистика
| Сезон   | Клуб                  | Лига        | Чемпионат | Чемпионат | Кубок | Кубок | Дубль | Дубль |
| Сезон   | Клуб                  | Лига        | Игры      | Голы      | Игры  | Голы  | Игры  | Голы  |
| ------- | --------------------- | ----------- | --------- | --------- | ----- | ----- | ----- | ----- |
| 2002/03 | Сокол (Золочев)       | Первая лига | 3         | 0         | 1     | 0     | —     | —     |
| 2002/03 | Рава                  | ААФУ        | 6         | 2         | —     | —     | —     | —     |
| 2003/04 | Рава                  | Вторая лига | 27        | 21        | 1     | 0     | —     | —     |
| 2004/05 | Металлург (Запорожье) | Высшая лига | 16        | 1         | 0     | 0     | 10    | 0     |
| 2005/06 | Металлург (Запорожье) | Высшая лига | 5         | 0         | 1     | 1     | 12    | 9     |
| 2005/06 | Заря (Луганск)        | Первая лига | 17        | 8         | 0     | 0     | —     | —     |
| 2006/07 | Оболонь               | Первая лига | 14        | 4         | 2     | 0     | —     | —     |
| 2006/07 | Волынь                | Первая лига | 13        | 4         | 0     | 0     | —     | —     |
| 2007/08 | Нефтяник-Укрнефть     | Высшая лига | 23        | 8         | 3     | 2     | 7     | 4     |
| 2008/09 | Нефтяник-Укрнефть     | Первая лига | 9         | 6         | 0     | 0     | —     | —     |
| 2008/09 | Кривбасс              | Высшая лига | 2         | 0         | 0     | 0     | 0     | 0     |
| 2009/10 | Кривбасс              | Высшая лига | 7         | 3         | 0     | 0     | 1     | 0     |